# Philip Levine
Philip Levine (10. ledna 1928 – 14. února 2015) byl americký básník.

## Život
Narodil se roku 1928 v Detroitu do židovské rodiny, jeho otec obchodoval s použitými automobilovými součástkami a matka pracovala v knihkupectví. On sám začal ve svých čtrnácti letech pracovat v různých továrnách a později zahájil studium na Wayne State University. Později začal pracovat pro automobilový průmysl. Nakonec se vrátil ke studiu, tentokrát na University of Iowa. Později se mimo psaní věnoval také pedagogické činnosti na různých universitách. Jeho první manželkou byla v letech 1951 až 1953 Patty Kanterman, později se jeho manželkou stala herečka Frances J. Artley. V roce 1995 získal za svou básnickou sbírku The Simple Truth Pulitzerovu cenu. Zemřel ve Fresnu na rakovinu slinivky ve věku 87 let. Jeho dílo mělo často narativní průběh a byly v něm autobiografické prvky.